# Бехтольдт, Франко
Франко Бехтольдт Червас (исп. Franco Bechtholdt Chervaz; родился 15 августа 1993, Буэнос-Айрес) — чилийский футболист аргентинского происхождения, полузащитник клуба «Курико Унидо».

## Карьера
Родился 15 августа 1993 года в городе Буэнос-Айрес. Начал выступать за молодёжную команду «Курико Унидо». В 2011 году на правах аренды перешёл в аргентинский «Дефенсорес де Бельграно Вилла Рамальо». Бехтольдт дебютировал за «Курико Унидо» 29 сентября 2012 года в матче против «Юнион Темуко». В сезоне 2016/17 Бехтольдт помог команде выиграть Примеру B, благодаря чему «Курико Унидо» смог выйти в высший дивизион Чили. Бехтольдт является рекордсменом клуба по количеству сыгранных матчей в его составе.

## Личная жизнь
Его отец — футболист Карлос Бехтольдт. Старший брат — Николас Бехтольдт, также футболист. Родился в Аргентине, переехал в Чили в раннем возрасте, когда его отец перешёл в клуб «Аудакс Итальяно» в 1997 году а затем стал гражданином Чили по месту жительства.

## Достижения
- Победитель Примеры B: 2016/17